# Autèntic Oest
Autèntic Oest (títol original en anglès True West) és una obra del dramaturg estatunidenc Sam Shepard. Alguns crítics el consideren el tercer d'una trilogia familiar que inclou La maledicció dels morts de gana (1976) i Buried Child (1979). Altres el consideren part d'un quintet que inclou Fool for Love (1983) i A Lie of the Mind (1985). Ha estat traduïda al català per Emili Teixidor.
True West va ser finalista del Premi Pulitzer de Teatre el 1983.

## Personatges
- Austin, un guionista de Hollywood que té una bona educació i té dona i fills
- Lee, un rodamón i lladre, i el germà gran d'Austin.
- La mare, la mare de l'Austin i Lee
- Saul Kimmer, un productor de Hollywood

## Trama

### Acte primer
True West tracta de la rivalitat entre dos germans separats que han tornat a connectar. L'obra comença amb els germans Austin i Lee asseguts a casa de la seva mare. Aquesta és la primera vegada que es veuen en cinc anys. No tenen bones relacions, però Austin intenta apaivagar el seu germà gran, que és més dominant. Ens assabentem que la seva mare està de vacances a Alaska i que Austin està a casa. Austin està intentant treballar en el seu guió, però Lee el distreu contínuament amb preguntes sense sentit. Els dos germans semblen estar nerviosos l'un amb l'altre. Quan Austin suggereix que en Lee marxi, Lee amenaça amb robar coses del barri. Austin el calma i la nit acaba amb ells dos en termes neutrals.
Lee parla del nivell de seguretat de la casa de la seva mare i de com Lee va anar al desert per trobar el seu pare. Llavors Austin li diu a Lee que marxi de casa perquè un productor de cinema, Saul, ve per veure el guió d'Austin (descrit com una "peça d'època"). Lee accepta marxar a canvi de les claus del cotxe d'Austin. Austin es mostra reticent al principi, però cedeix, i Lee promet que el tornarà a les sis. Lee marxa.
Saul i Austin estan discutint el seu acord quan Lee entra amb un televisor robat. Saul i Lee parlen de golf i fan plans per jugar l'endemà, excloent Austin perquè no juga, malgrat el seu desig que en Lee no tingui res a veure amb Saul. Lee proposa una idea de guió a Saul i Saul reacciona positivament.
Lee descriu la seva història en veu alta. Austin l'anota, però s'atura, dient que no s'assembla a la vida real. Els dos germans es barallen i Austin li demana a Lee les claus del cotxe. Lee assumeix que Austin està intentant fer-lo fora, i Lee diu que no pot ser expulsat. Austin diu que no l'expulsaria perquè és el seu germà. Lee contesta que ser germans no significa res perquè els assassinats familiars són els més habituals. Austin li assegura que no assassinaria per un guió de pel·lícula. Els dos admeten estar envejosos de la vida de l'altre, Lee torna les claus del cotxe i l'escena es tanca amb Austin escrivint la història de Lee.

### Segon acte
Lee torna del seu joc de golf al migdia, amb un conjunt de pals de golf que li ha donat Saul. Li diu a Austin que els pals formen part d'un avanç que Saul li ha promès per a la idea de la història que va "dictar" a Austin. Ho celebren fins que Lee informa a Austin que espera que Austin escrigui el guió. Austin qüestiona això, sabent que té el seu propi treball, però Lee li informa que Saul ha decidit deixar el guió d'Austin. L'Austin adverteix a Lee que ha d'anar amb compte amb aquesta línia de treball i que té molt en joc en el seu propi projecte. L'escena acaba amb Austin amenaçant amb marxar i anar al desert mentre Lee intenta calmar-lo.
Austin s'enfronta a Saul sobre la seva decisió de comprar el guió de Lee. Argumenta que Saül només es va oferir a comprar el guió perquè va perdre una aposta al camp de golf. Saul vol que Austin escrigui la seva història i la de Lee, però Austin es nega. Austin creu que la història de Lee no té mèrit ni versemblança. A causa del rebuig d'Austin a la feina, Saul decideix abandonar la història d'Austin i trobar un escriptor diferent per a la història de Lee. L'escena acaba amb Saul fent plans per dinar amb Lee.
L'Austin està borratxo i molest en Lee, que ara està a la màquina d'escriure, intentant escriure un guió. Austin es burla del seu germà amb consells i diu que aquesta és la primera vegada que li agrada passar temps amb Lee des que va arribar. Insisteix que Lee no és un guionista real, i quan Lee li informa que té un avenç al guió, Austin afirma que podria robar cases tan bé com ho pot fer en Lee. Lee aposta que ni tan sols podria robar una torradora, però no es poden posar d'acord en les apostes. En canvi, Lee demana seriosament l'ajuda d'Austin amb les parts tècniques de l'escriptura, oferint-se a pagar-li diners i després desaparèixer com va fer el seu pare i deixant l'Austin sol. Austin discuteix sobre com bé que va acabar el seu pare, i l'escena es tanca mentre beuen junts.
L'Austin està polint torradores que va robar mentre en Lee trenca una màquina d'escriure a primera hora del matí. Els dos continuen fent això mentre mantenen una conversa. Austin està orgullós del que ha fet. Lee vol veure una dona, però Austin es nega perquè està casat. En Lee s'enganxa mentre parla per telèfon amb l'operador perquè no troba un bolígraf per escriure el que està dient l'operador. En la seva recerca d'un bolígraf o llapis, Lee escampa el contingut de tots els calaixos de la cuina a terra. Austin demana a Lee que vagi al desert amb ell perquè creu que no hi ha res per a ell on és. Els germans s'aposten que Austin escriurà l'obra per a Lee si aquest el porta al desert.
A l'escena final, la casa està en ruïnes, i Lee i Austin estan treballant enèrgicament en el seu guió quan la seva mare entra per la porta, les maletes a la mà. Mira els seus fills, amb la boca oberta, fins que finalment en Lee se n'adona. Està sorprès per l'aspecte dels seus fills i l'estat de casa seva, però es manté tranquil·la. Ella anuncia que espera la visita de Pablo Picasso. Els seus fills li diuen que Picasso fa uns anys que és mort. Austin li diu que ell i en Lee s'enlairaran al desert, però en Lee diu que potser haurien d'ajornar el viatge perquè no creu que Austin estigui fet per a l'estil de vida del desert. Austin respon intentant escanyar a Lee amb el cable telefònic. La seva mare diu que va a un motel perquè no reconeix la casa com a seva. Lee deixa de lluitar i es troba inert, i Austin finalment el deixa anar. Està preocupat per un segon perquè hagi matat el seu germà. Mentre Austin es mou cap a la porta, Lee s'aixeca amb foc als ulls. Els dos germans s'enfronten l'un a l'altre, els punys aixecats, mentre les llums s'esvaeixen.

## Producció
True West es va representar per primera vegada al Magic Theatre de San Francisco, on Shepard era el dramaturg resident. Hi es va estrenar allà el 10 de juliol de 1980. Va ser dirigit originalment per Robert Woodruff i protagonitzat per Peter Coyote com Austin, Jim Haynie com a Lee, Tom Dahlgren com a Saul Kimmer i Carol McElheney com a mare. La producció es va traslladar del Magic Theatre al Marines Memorial Theatre de San Francisco el 1981. Ebbe Roe Smith va substituir Peter Coyote com a Austin.
Aquesta producció es va estrenar Off-Broadway al The Public Theatre de Joseph Papp, estrenant-se el 23 de desembre de 1980 i tancant l'11 de gener de 1981. L'obra va protagonitzar Tommy Lee Jones i Peter Boyle i va ser dirigit per Robert Woodruff.
Va ser produïda per la Steppenwolf Theatre Company el 1982, amb actors força desconeguts aleshores Gary Sinise (que també va dirigir la producció) i John Malkovich interpretant els protagonistes. Amb l'aprovació de Shepard, aquesta producció es va transferir a Off -Broadway, on es va estrenar al Cherry Lane Theatre l'octubre de 1982.Va tancar el 4 d’agost de 1984 després de 762 representacions, més tard en gira, els personarges van ser assumits per Bruce Lyons, James Belushi, Gary Cole, Tim Matheson, Erik Estrada, Dennis Quaid i Randy Quaid. Una pel·lícula de televisió de l'obra teatral, amb Sinise i Malkovich, es va emetre a American Playhouse el gener de 1984.
Philip Seymour Hoffman i John C. Reilly van interpretar els protagonistes a Broadway, on van canviar de paper durant la gira. L'obra es va estrenar al Circle in the Square Theatre el 17 de febrer de 2000, i va tancar el 29 de juliol de 2000, després de 154 actuacions i 21 prèvies. El director Matthew Warchus va demanar que el Comitè d'Administració dels Tony considerés Hoffman i Reilly com una unitat única per a les nominacions del Tony, però el Comitè va decidir que es considerarien per separat. Tant Hoffman com Reilly van rebre una nominació. Aquesa reestrena també va ser nominada a la millor obra i millor director (Matthew Warchus).
Bruce Willis i Chad Smith van protagonitzar una versió filmada de l'obra, que es va emetre a Showtime l'agost de 2002. L'obra va ser filmada davant d'un públic en directe i dirigida per Gary Halvorson amb Andrew Alburger i Danielle Kennedy en papers secundaris.
L'obra va ser reestrenada a Broadway a l'American Airlines Theatre per la Roundabout Theatre Company, entrant en preestrenes el 27 de desembre de 2018 i inaugurant-se oficialment el 24 de gener de 2019. Fou dirigida per James Macdonald i protagonitzada per Ethan Hawke com Lee i Paul Dano com Austin.

### Producció internacional i regional
L'obra va ser produïda a Londres pel Royal National Theatre al Cottesloe Theatre, inaugurada el 3 de desembre de 1981. Dirigida per John Schlesinger, el repartiment fou encapçalat per Bob Hoskins com a Lee i Antony Sher com a Austin, amb Patricia Hayes com a mare.
El Donmar Warehouse va presentar l'obra el 1994, protagonitzada per Mark Rylance i Michael Rudko, dirigida per Matthew Warchus. Sheridan Morley va escriure: "Aquesta és realment una obra de dues persones i mentre Rylance i Rudko s'estenen l'un a l'altre, donant dues de les actuacions més contrastades i, de fet, millors de la ciutat, sembla que 'True West' d'alguna manera, una obra molt més forta, divertida i salvatge del que recordo de la seva primera sortida nacional aquí a principis dels anys vuitanta." La producció va començar al Quarry Theatre a Leeds. Matt Wolf va qualificar la producció de Donmar Warehouse com un "renaixement fulgurant", "un dels primers anys de [Sam] Mendes amb més assistència". Els protagonistes masculins intercanviaven els papers cada 3 o 4 actuacions.
Wilson Milam va dirigir una producció al Bristol Old Vic el novembre de 2003, amb Phil Daniels com a Lee i Andrew Tiernan com a Austin. El crític de British Theatre Guide va assenyalar: "El disseny, de Dick Bird, que va ser el responsable de la molt admirada Great Expectations al Old Vic a principis d'any, és excel·lent. Finestres amb emmarcat blanc que s'obren a un pati amb plantes, mobles i cel més enllà." La producció va substituir l'esclafament d'una màquina d'escriure per un ordinador portàtil modern que funcionava i va utilitzar 20 torradores que funcionaven. La producció va provocar que el Bristol L'Old Vic va retirar les tres primeres fileres de seients per por que el públic pogués danyar-se i va instal·lar un escut de plexiglas per motius de seguretat. Va rebre molta aclamació de la crítica per part de la premsa nacional britànica i va ser citat com a Pick de la setmana al diari The Guardian (27 d'octubre, 2 de novembre de 2003).
Soulpepper, la companyia de teatre més gran de Toronto, va presentar Patricia Hamilton, Stuart Hughes i Mike Ross en una producció dirigida per Nancy Palk al Young Centre for the Performing Arts, que va tenir lloc entre abril i maig de 2013.
La producció del Pittsburgh Public Theatre va ser dirigida per Pamela Berlin, amb Ken Barnett (Austin) i David Mogentale (Lee), que es va dur a terme del 7 de novembre al 8 de desembre de 2013 a l'O'Reilly Theatre.
El Citizen's Theatre de Glasgow va presentar True West del 29 d'octubre al 16 de novembre de 2013, dirigida per Philip Breen, protagonitzada per Alex Ferns i Eugene O'Hare. Aquesta producció es va presentar al Tricycle Theatre de Londres el setembre de 2014.
Ivy Arts Centre, Universitat de Surrey, 24 de febrer de 2015, interpretat per Lone Twin.
The Plank Theatre Company va produir l'obra al Complex Theatre de Hollywood, Califòrnia. (octubre de 2017) Els actors Jacob Grodnik i Drake Shannon van alternar els papers d'"Austin" i "Lee" a cada actuació. "Saul" va ser interpretada per Mishone Feigin, i "Mom" va ser interpretada per Melissa Jobe. El Teatre Vaudeville de Londres va presentar la primera producció del West End de l'obra que va tenir lloc del 23 de novembre de 2018 al 23 de febrer de 2019. Dirigida per Matthew Dunster, la producció va protagonitzar Kit Harington com Austin i Johnny Flynn com a Lee.
La Roundabout Theater Company va produir l'obra a Broadway amb Ethan Hawke i Paul Dano, que va tenir lloc del 27 de desembre de 2018 al 17 de març de 2019.
Una producció dirigida per Braden Abraham es va presentar com a part de la temporada 2019-2020 del Seattle Repertory Theatre, entre el 17 de gener i el 16 de febrer de 2020.

## Versió en català
Es va fer una versió en català de l'obra, traduïda per Emili Teixidor. Fou representada al Teatre Poliorama del 21 de novembre de 1990 al 6 de gener del 1991 per la Companyia de teatre de Josep Maria Flotats sota la direcció de Josep Minguell i interpretada per Francesc Orella com Austin, Joan Crosas com Lee, Jaume Comas com Saul i Teresa Cunillé com mare.

## Texts
- Shepard, Sam. Seven Plays.  Nova York City: Bantam Books, 1984. ISBN 0-553-34611-3.